# Erateina flebilis
Erateina flebilis är en fjärilsart som beskrevs av Thierry-mieg 1907. Erateina flebilis ingår i släktet Erateina och familjen mätare. Inga underarter finns listade i Catalogue of Life.